# Zsipp, zsupp, kenderzsupp
A Zsipp, zsupp, kenderzsupp egy gyermekjáték. Az éneklés alatt egy kisgyermeket lóbálnak kezénél és lábánál fogva. A dal végén a földre ejtik.

## Felvételek
- Zsipp-zsupp. Ovitévé  YouTube (2012. szeptember 26.)  (Hozzáférés: 2016. augusztus 29.) (videó)